# Герольдс-Бей (ПАР)
Герольдс-Бей (англ. Herolds Bay) — населений пункт в районі Еден, Західна Капська провінція, ПАР.
| Прапор ПАР | Це незавершена стаття про Південно-Африканську Республіку. Ви можете допомогти проєкту, виправивши або дописавши її. |